# Izo
Izo ist ein Film des japanischen Regisseurs Takashi Miike. Aufgrund seiner nicht-linearen, collageartigen Erzählweise (vor allem durch den Einschnitt historischer Filmaufnahmen und Sprünge in Raum und Zeit), die explizite Darstellung von Gewalt, den Wechsel von schnellen brutalen Szenen zu ermüdend langen Aufnahmen scheinbar ohne Handlung, Gesangseinlagen des Gitarrenspielers (der Acid-Folk Musiker Kazuki Tomokawa) oder langen Monologen emotionalisiert der Film seine Zuschauer und ist stark umstritten. Wenn man die Darstellung der Gewalt auf eine psychologische Ebene überträgt und sie mit Arroganz und Gefühlskälte gleichsetzt, erfährt der Zuschauer ihn in einer anderen Perspektive. Die Gewalttätigkeit der Titelfigur kann aber auch als verzweifelte Rache an einer Kultur gesehen werden, die Krieg und Brutalität in ritueller Weise integriert und vom Einzelnen erwartet, sein Schicksal klaglos hinzunehmen.
Der Held stellt den Zustand totaler Entfremdung eines gequälten Individuums dar.
Miike drehte den Film in nur sechs Wochen und mit dem bewussten Einsatz von geringen Mitteln ab, was sehr viel zu dem ungewöhnlichen Look dieser Tragödie beiträgt.
Miike selbst bezeichnete den Film in einem Interview als ein Sutra.

## Handlung
Die Titelfigur Izo wird im mittelalterlichen Japan am Kreuz durch Lanzenstiche hingerichtet. Die explizite Grausamkeit der Szene korrespondiert mit dem Vorspann, der aus einer Collage von Dokumentaraufnahmen aus dem Zweiten Weltkrieg besteht, begleitet von extrem intensivem Gesang des Acid-Folk Musikers Kazuki Tomokawa.
Izo wird danach als auferstandener Rachedämon gezeigt, der alles vernichtet, was ihn hervorgebracht hat: die Opfer seines Räuberhandwerks, seine Mutter, die Figur des weisen Lehrers etc. anschließend kämpft er sich durch die japanische Popkultur, praktisch alle, die er niederhaut, sind Referenzen auf klassische japanische Filme und Heldenerzählungen: Miyamoto Musashi, diverse Shengoku Daimyo, legendäre Samurai wie den afrikanischen Leibwächter Yasuke des Oda Nobunaga, Ninjameister, Zen-Meister, Shinto Priester etc. bis hin zu Ikonen der Moderne wie Generälen des imperialistischen Japans, Yakuza, die prächtige Hochzeitsgesellschaft eines Millionärs und auch Banker und uniformierte Schulmädchen.
Izo wird dabei in der Zeit herumgeschleudert, Musik, Schnitt und Beleuchtung deuten verschiedene Genres der Darstellung und Stilepochen des japanischen Films an. Die Sprünge tragen viel zu dem durchgehenden grotesk schwarzen Humor des Films bei, indem die Landungen zuweilen slapstickhaft wirken. Auch das zerlumpte und gleichzeitig aufwändige Kostüm von Izo inklusive einer simplen Vogelmaske unterstreicht den tragikomisch grotesken Gestus des Films.
Als seine Gegner werden Vertreter von Autoritäten gezeigt. Feudale Fürsten, moderne Militärs und Geheimdienstler, die versuchen, einen Weg zu finden, Izo zu neutralisieren, weil er die Ordnung stört.
In den zahlreichen Kampfszenen wird Izo als zwar fähig zu leiden aber letztlich unzerstörbar gezeigt. So wird er oft von Schlägen und auch Schüssen getroffen aber nicht niedergestreckt. Der Trommelrevolver, dessen Projektile ihn mehrmals treffen, war auch im japanischen Filmklassiker Yojimbo und in ähnlichen chinesischen Filmen ein Symbol für eine neue, besonders abgefeimte Grausamkeit, die die alten Schwertkämpfe in der Moderne ablöst.
Nachdem Izo sich mit grausamer werdender Konsequenz durch die Moderne gehauen hat, wobei er immer wieder zurück in traditionelle Szenerien geworfen wurde, erreicht er eine jugendliche Halbgottfigur, die als Tenno interpretiert werden kann, welche von einem jungen Mann und einer jungen Frau als Leibwächtern verteidigt wird.
Izo gelingt es nicht, den „Tenno“ zu besiegen und es wird angedeutet, dass der Zirkel der Grausamkeiten nun ewig weitergeht.
An einer Stelle wird Izo in einem simpel gestalteten Effekt als Läufer in einer Art „Hamsterrad“ dargestellt, in dem die buddhistische Vorstellung vom Kreislauf der Wiedergeburten anklingt.

## Inhalt
Gewalt spielt eine zentrale Rolle in Izo, ebenso die Themen Tod und Geburt, Hass und Liebe. Der Film ist stark philosophisch geprägt und will sich nicht als eine Blutorgie nach Art von Ichi the Killer verstanden sehen, was sich z. B. durch seinen Text ausdrückt.
„Wie kann ein einzelner Mensch denn nur so gnadenlos sein?“
„Das liegt daran, dass ich einmal ein Mensch war.“
„Sind denn alle Menschen so gnadenlos und so grausam?“
„Gnadenlosigkeit ist die Wurzel allen Lebens.“
In einer alternativen Übersetzung lautet die letzte Zeile:
„Gnadenlosigkeit ist die Grundlage des alltäglichen Lebens.“
Izo ist kein Mensch im eigentlichen Sinne, er ist personifizierter Hass und Chaos. Er wird immer wieder geboren und erlebt immer wieder Krieg und Gewalt. So kämpft er als Samurai im feudalen Japan, verabschiedet sich von seiner jungen Frau, um am Zweiten Weltkrieg teilzunehmen oder wird von Yakuza-Schlägern im modernen Japan angegriffen. Was alle Inkarnationen gemeinsam haben, ist ihre Trauer und ihr Hass, der sich in ausufernder Gewalt entlädt.